# 中甸虎耳草
中甸虎耳草（学名：Saxifraga draboides）为虎耳草科虎耳草属下的一个种。

## 扩展阅读
- 維基物種上的相關：中甸虎耳草